# HD 143436
HD 143436은 뱀자리 방향에 있는 항성이다. 이 별의 표면온도, 자전속도, 질량, 중원소 함량은 태양과 구별하기 힘들 정도로 비슷하여 쌍둥이 태양으로 분류할 수 있다. 다만 리튬 함량은 태양의 여섯 배 정도 많다. 우주속도는 초당 (U, V, W) = (−19.2, −38.6, −7.0) 킬로미터이다.